# Westerlaantoren
De Westerlaantoren is een kantoor- en woongebouw aan de Westerlaan in de Nederlandse stad Rotterdam. Het gebouw heeft een hoogte van 75 meter en telt 19 verdiepingen. Het is oorspronkelijk gebouwd als kantoor voor scheepvaartbedrijf Phs. van Ommeren, waartoe het in 1965 werd opgeleverd. Na een ingrijpende renovatie werd de toren in 2012 opgeleverd met kantoren op de eerste tien etages en appartementen daarboven.

## Geschiedenis
De Rotterdamse rederij Van Ommeren beschikte in de jaren vijftig over een hoofdkantoor dat aan de Westerlaan was ondergebracht in een rijtje gedateerde panden aan de Westerlaan, die onderling waren verbonden met trappen en gangen. In 1957 werd besloten tot de bouw van een nieuw modern kantoorgebouw op dezelfde locatie, nadat plannen om dichter bij het centrum of op De Heuvel in Het Park te bouwen niet door gingen.
Het architectenbureau Verhave-Luyt-De Iongh-Slikker was verantwoordelijk voor het ontwerp van het nieuwe kantoorgebouw bestaande uit een hoge toren en een lang laag blok aan de Westerlaan. Eerst werd op de braakliggende hoek van Westerlaan en Calandstraat de hoogbouw gerealiseerd terwijl de kantoren in de oude panden in gebruik bleven. Deze maakten pas plaats voor de laagbouw toen het torengebouw betrokken kon worden. Dat resulteerde in een lange bouwtijd: de uitvoering door aannemer J.P. van Eesteren begon in december 1958; de toren werd medio april 1962 in gebruik genomen; de laagbouw van het gebouwencomplex werd in 1965 voltooid. De toren was zestien verdiepingen hoog en voorzien van een helikopterplatform, dat overigens al snel onbruikbaar bleek te zijn wegens problemen met turbulentie en andere veiligheidsproblemen. Ook beschikte het bedrijf aan de Westerkade over een nog steeds aanwezig speciaal gegraven haventje voor directie- en inspectievaartuigen. Het aangrenzende kantoorgebouw aan de Westerkade, dat op de begane grond een doorgang heeft naar het achterliggende parkeerterrein van toen nog Van Ommeren is ook in 1965 gerealiseerd door dezelfde architect en aannemer.
In 1999 fuseerde Van Ommeren met Pakhoed tot een nieuw bedrijf onder de naam Vopak, dat zich volledig ging richten op tankopslag en aanverwante logistieke dienstverlening. Het kantoorgebouw bleek niet meer te voldoen en in 2000 startte een renovatie- en nieuwbouwproject onder leiding van Ector Hoogstad Architecten (inmiddels met hun kantoor en de bovenliggende woning van Jan Hoogstad de buurman van Vopak aan de Westerkade). Door aannemer Dura Vermeer Bouw Rosmalen werd begonnen werd met nieuwbouw voor Vopak zelf op de plaats en binnen de contouren van de voormalige laagbouw. De nieuwe entree is op de hoek van Westerkade en Westerlaan. Na de ingebruikname van de laagbouw in 2005 werd vervolgd met de renovatie van de toren zelf. Deze werd volledig gestript tot op de betonnen constructie, maar bleef vervolgens enkele jaren in die staat door het bestaan van onduidelijkheid over de toekomstige bestemming. Uiteindelijk werd besloten tot een combinatie van kantoorruimte en woningen. De bovenste twee lagen van de oude toren werden gesloopt en vervangen door vijf nieuwe lagen in een lichtere constructie, op voorwaarde dat er woningen zouden worden gerealiseerd. Hierdoor kreeg de toren kreeg per saldo drie extra verdiepingen en ook een compleet nieuwe gevel rond de bestaande constructie. In plaats van in 2006, zoals in eerste instantie de bedoeling was, kwam de complete renovatie pas in februari 2012 gereed.
De vastgoedinvesteerder WP Carey was van 2014 tot 2022 eigenaar van de kantoren in hoog- en laagbouw, alsmede van de aangrenzende parkeergarage.